# Alice in Chains (음반)
《Alice in Chains》(약칭: 《The Dog Album》, 《The Dog Record》, 《Tripod》)는 미국의 록 밴드 앨리스 인 체인스의 세 번째 스튜디오 음반이다. 1995년 11월 7일, 컬럼비아 레코드를 통해 발매되었으며, 큰 성공을 거둔 《Dirt》 (1992년)의 후속작이다. 이 음반은 베이시스트 마이크 이네즈가 참여한 밴드의 첫 번째 정규 스튜디오 음반이며, 2002년에 사망한 오리지널 리드 보컬리스트 레인 스테일리가 수록된 마지막 음반이며, 컬럼비아 레코드에 발매된 마지막 음반이다. 이 음반은 빌보드 200에서 1위로 데뷔했고 46주 동안 차트에 머물렀다. 수록곡 〈Grind〉, 〈Heaven Beside You〉, 〈Again〉은 싱글로 발매되었다. 〈Grind〉와 〈Again〉은 그래미 어워드 최우수 하드 록 퍼포먼스 부문 후보에 올랐다. 이 음반은 미국 음반 산업 협회로부터 더블 플래티넘 인증을 받았으며 전 세계적으로 3백만 장 이상이 팔렸다. 이 음반을 홍보하기 위해 마큐멘터리 《The Nona Tapes》가 발매되었고 컬트 히트를 쳤다.
그들의 이전 음반과 마찬가지로, 이 음반의 곡들은 우울증, 고독, 약물 복용, 관계, 분노, 죽음과 같은 무거운 주제들에 초점을 맞추고 있다. 밴드는 메탈릭 리프보다는 멜로디와 텍스처적으로 다양한 배열에 의존하며 EP의 섬세한 음향 분위기를 통합한다. 그러나 리프는 대부분 하향 조정되고 다운 튜닝으로 강한 둠 메탈과 슬러지 메탈 분위기를 사용한다.

## 배경 및 녹음
《Jar of Flys》의 발매 이후, 보컬리스트 레인 스테일리는 헤로인 중독 재활원에 들어갔다. 밴드는 1994년 여름 메탈리카, 수어사이덜 텐던시스, 댄지그, 파이트와 함께 투어를 할 예정이었으나 투어를 위한 리허설에서 스테일리는 헤로인을 다시 사용하기 시작했다. 스테일리의 상태는 다른 밴드 멤버들이 투어 시작 하루 전에 모든 예정일을 취소하도록 자극하여 밴드를 중단시켰다. 그들은 투어에서 캔들박스로 대체되었다. 앨리스 인 체인스가 활동을 중단하는 동안, 스테키는 "그런지 슈퍼 그룹" 매드 시즌에 합류했고, 기타리스트 제리 캔트렐은 원래 솔로 음반을 위한 재료를 작업했다.
1995년 1월, 캔트렐, 베이시스트 마이크 이네즈, 드러머 숀 키니는 캔트렐의 소재를 방해하기 시작했다. 1995년 봄, 스테일리는 밴드에 합류하기 위해 다시 초대되었다. 스테일리는 "우리는 갈라지기 시작했고 다른 길을 가기 시작했으며 서로를 배신하는 것 같았다"고 말했다.
1995년 4월, 앨리스 인 체인스는 이전에 커로션 오브 컨퍼머티와 슬레이어와 함께 일했던 프로듀서 토비 라이트와 함께 시애틀의 배드 애니멀스 스튜디오에 들어갔다. 세션 시작 전에는 음반에 수록된 곡 중 거의 작곡되지 않았기 때문에 캔트렐의 소재가 출발점으로 사용되었다. 그리고 나서 밴드는 스티키가 가사를 쓸 수 있도록 데모 테이프를 주었다. 이 음반은 1995년 8월에 완성되었다. 캔트렐은 "그것은 종종 우울했고, 그것을 완성하는 것은 머리카락을 뽑는 것 같았지만, 그것은 정말 멋진 일이었고, 나는 그것을 겪어서 기뻤다. 나는 그 기억을 영원히 간직할 것이다"라고 말했고 스테일리는 "이것이 내가 기억할 수 있기 때문에 나도 영원히 간직할 것이다"라고 덧붙였다.

## 커버 아트 및 제목
이 음반은 앞면 커버에 세 개의 다리가 달린 개와 뒷면에는 프랭크 렌티니 때문에 비공식적으로 "Tripod" 또는 "Three-Legged Dog Album"으로도 알려져 있다. 커버에 그려진 이 개의 이미지는 트리포드라는 이름의 다리가 세 개인 개로부터 영감을 받아, 그가 어렸을 때 드러머 숀 키니를 놀래키고 그의 종이 작업 임무 동안 그를 쫓아다니곤 했다. 키니는 또한 음반을 위해 이 작품을 디자인했다.
로키 쉥크는 1995년 8월 23일, 로스앤젤레스 시내 근처 놀이터에서 음반 커버를 위해 다리가 세 개인 개를 촬영했다. 쉥크는 촬영을 위해 다리가 셋인 개를 캐스팅했지만, 밴드는 다리가 셋인 개가 더 지저분해 보이고 스티키와 캔트렐이 더 좋아한다는 생각에 결국 커버 아트로 삼족 개의 이미지를 담은 팩스를 선택했다. 캔트렐은 키니가 화보 촬영에 돈을 썼고 음반 커버에 사용하지 않았기 때문에 그것에 대해 화가 났다고 말했다. 선샤인이라는 이름의 다른 세 발 달린 개는 〈Grind〉 뮤직 비디오에 사용되었다. 운동장에서 쉥크가 쏜 개의 사진은 몇 년 후 1999년 박스 세트 《Music Bank》에서 마침내 사용되었다. 소문과는 달리 화보 촬영에 사용된 개, 음반 커버, 뮤직 비디오는 제리 캔트렐의 것이 아니었다. 캔트렐은 인터뷰에서 개의 주인을 모른다고 말했다.
CD는 처음에 세 가지 버전으로 출시되었는데, 하나는 투명한 보라색 쥬얼 케이스에, 하나는 반투명 황록색 척추, 다른 하나는 색상 체계가 반전되어 있고, 주로 단색 버전이 있다. 보라색 쥬얼 케이스는 현재 절판되었으며 황록색 판은 현재 희귀하다. 주로 단색 커버에 있는 개는 노란색 눈을 가지고 있다. 카세트 버전은 투명한 보라색 카세트 또는 투명한 황록색 케이스를 특징으로 한다. 또한 A-사이드에는 보라색 라벨이, B-사이드에는 황록색 라벨이 부착된 더블 바이닐로 출시되었다. 디스크 1은 1-6 트랙을, 디스크 2는 7-12 트랙을, 두 디스크는 각각 3개의 트랙을 특징으로 한다.
일본에서는 CD 커버를 오른쪽 아래 구석에 있는 짙은 청색 테두리 안에 나타나는 짙은 청색 문자 "Alice In Chains"와 함께 흰색 바탕화면으로 교체한다. 프랭크 렌티니의 모습도 대부분 흰색의 뒷면 커버로 지워졌다. 그 CD는 오렌지색이었다.
2019년 7월 17일, 쉥크는 자신의 인스타그램 계정을 통해 놀이터에서 놀고 있는 세 발 달린 개와 아이들이 등장하는 대체 음반 커버를 공개했다.

## 발매 및 평가
| 전문가 평가          | 전문가 평가  |
| 평가 점수            | 평가 점수    |
| 출처                 | 점수         |
| -------------------- | ------------ |
| AllMusic             | [ 8 ]        |
| Entertainment Weekly | C link       |
| The New York Times   | (favorable)  |
| Q                    | [ 20 ]       |
| NME                  | 5/10         |
| Rolling Stone        | [ 22 ]       |
| Select               | 1/5          |
| People               | (favourable) |

비록 《Dirt》만큼 성공적이지는 못했지만, 이 음반은 빌보드 200에서 1위로 데뷔했고 46주 동안 차트에 머물렀다. 이후 미국 음반 산업 협회로부터 미국에서 2백만 장 이상, 전 세계적으로 3백만 장 이상 판매된 것으로 더블 플래티넘 인증을 받았다. 밴드는 《Alice in Chains》를 지지하는 투어는 하지 않기로 결정했고, 마약 남용에 대한 소문을 더했다. 캔트렐은 음반을 지지하기 위해 순회 공연을 하지 않는 것에 대한 좌절감에 대해 묻자, 스테일리의 중독이 어떻게 밴드 내에서 반향적인 긴장감으로 이어졌는지에 대한 약간의 통찰력을 제공했다. "매우 실망스럽지만, 우리는 끝까지 버텼습니다. 우리는 좋은 시간을 함께 탔고, 힘든 시간을 함께 보냈습니다. 우리는 결코 서로의 등을 찌르고 배짱을 쏟지 않았고 여러분이 많이 보는 그런 종류의 헛소리는 하지 않았습니다."

## 곡 목록
모든 곡들은 특별한 언급이 없는 한 레인 스테일리에 의해 작사하였다.
| #   | 제목                  | 작사        | 작곡                           | 재생 시간 |
| --- | --------------------- | ----------- | ------------------------------ | --------- |
| 1.  | 〈Grind〉             | 제리 캔트렐 | 캔트렐                         | 4:44      |
| 2.  | 〈Brush Away〉        |             | 캔트렐, 마이크 이네즈, 숀 키니 | 3:22      |
| 3.  | 〈Sludge Factory〉    |             | 켄트렐, 키니                   | 7:12      |
| 4.  | 〈Heaven Beside You〉 | 캔트렐      | 캔트렐, 이네즈                 | 5:27      |
| 5.  | 〈Head Creeps〉       |             | 스테일리                       | 6:28      |
| 6.  | 〈Again〉             |             | 캔트렐                         | 4:05      |
| 7.  | 〈Shame in You〉      |             | 캔트렐, 이네즈, 키니           | 5:35      |
| 8.  | 〈God Am〉            |             | 캔트렐, 이네즈, 키니           | 4:08      |
| 9.  | 〈So Close〉          |             | 켄트렐, 키니                   | 2:45      |
| 10. | 〈Nothin' Song〉      |             | 켄트렐, 키니                   | 5:40      |
| 11. | 〈Frogs〉             |             | 캔트렐, 이네즈, 키니           | 8:18      |
| 12. | 〈Over Now〉          | 캔트렐      | 캔트렐, 키니                   | 7:03      |

## 인증
| 국가                                                            | 인증        | 판매량/출하량 |
| --------------------------------------------------------------- | ----------- | ------------- |
| 오스트레일리아 (ARIA)                                           | 골드        | 35,000^       |
| 캐나다 (뮤직 캐나다)                                            | 플래티넘    | 100,000^      |
| 영국 (BPI)                                                      | 실버        | 60,000        |
| 미국 (RIAA)                                                     | 2× 플래티넘 | 2,000,000^    |
| ^출하량을 기반으로 한 인증 · 판매량+스트리밍을 기반으로 한 인증 |             |               |